# Clypeaster rosaceus
Espèce
Le dollar des sables à rosace (Clypeaster rosaceus) est une espèce d'oursin irrégulier, présent dans l'océan atlantique tropical ouest.

## Description
C'est un oursin irrégulier aplati et allongé, dont l'anus a migré vers la périphérie de la face orale (inférieure) du test (coquille), pour former un « arrière ». Il mesure jusqu'à 13 cm de long pour 4 cm d'épaisseur. Il est recouvert d'un dense tapis de fines radioles (piquants) de couleur rose-violacé, qui lui servent à progresser dans le sable. Les aires ambulacraires sont en forme de 5 gros pétales de deux rangées de pores, comme chez tous les Clypeasteroida. Les podia sont modifiés en branchies.

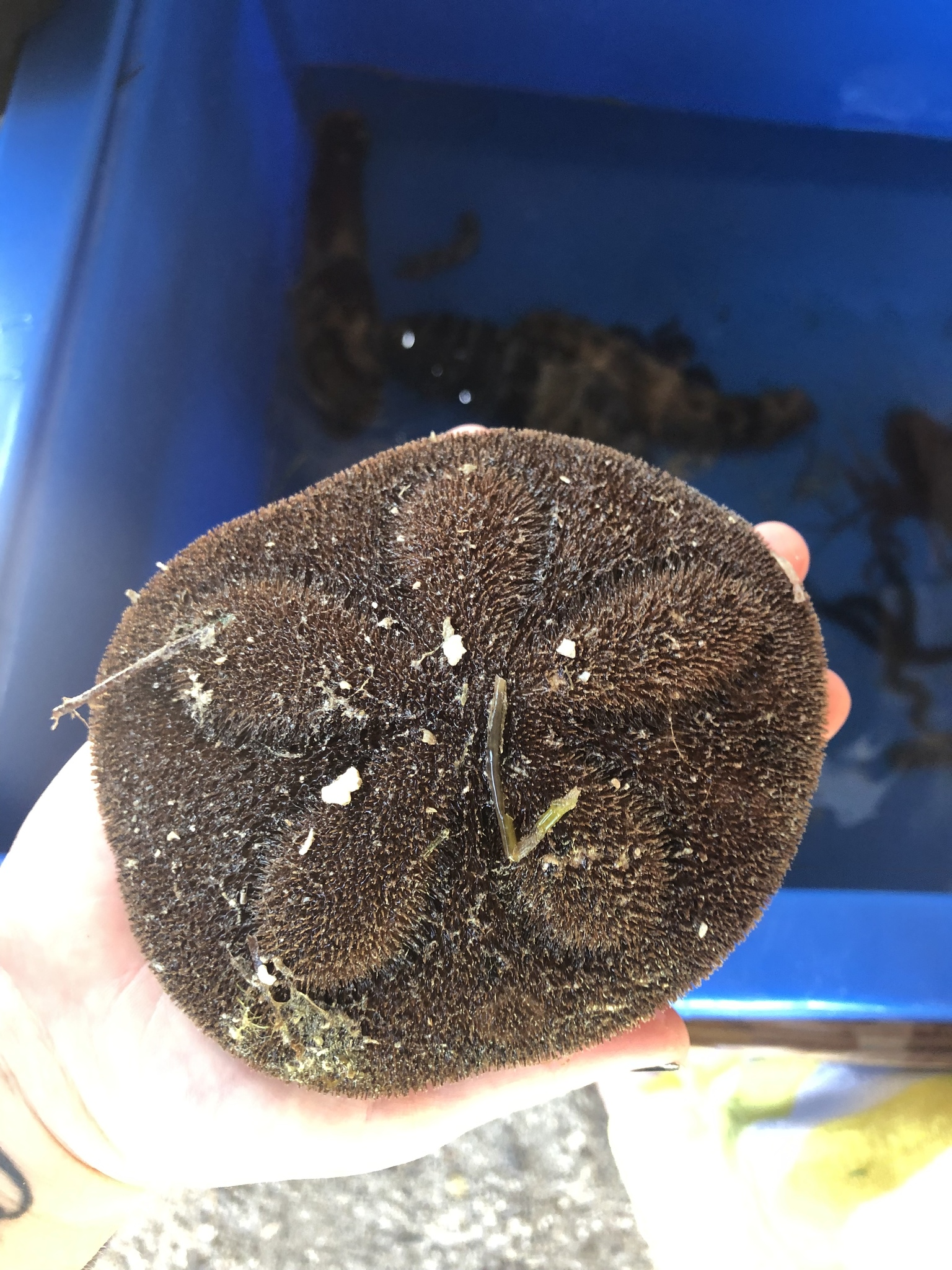
Spécimen vivant
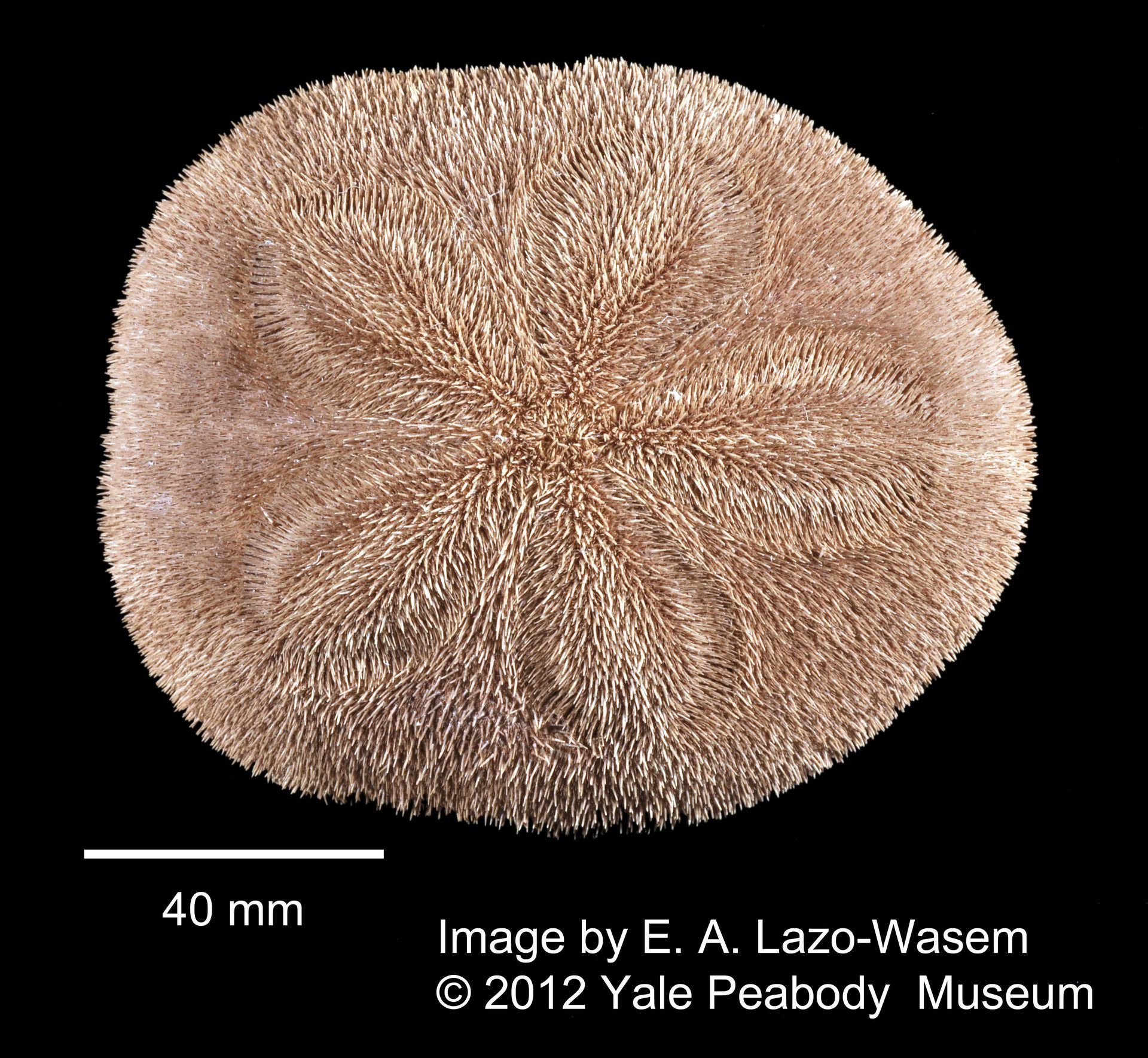
Spécimen préservé
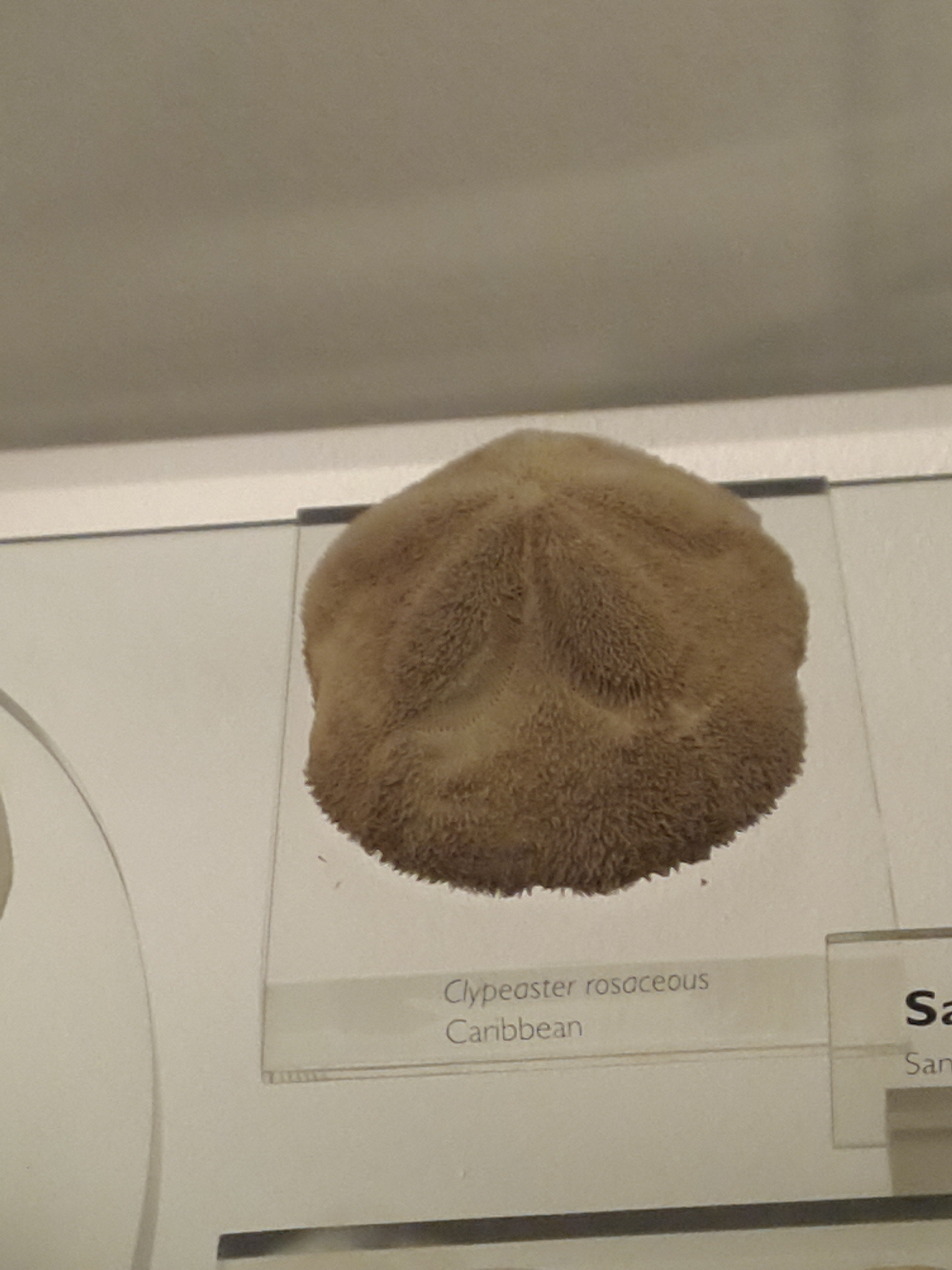
Spécimen naturalisé du Natural History Museum à Londres.
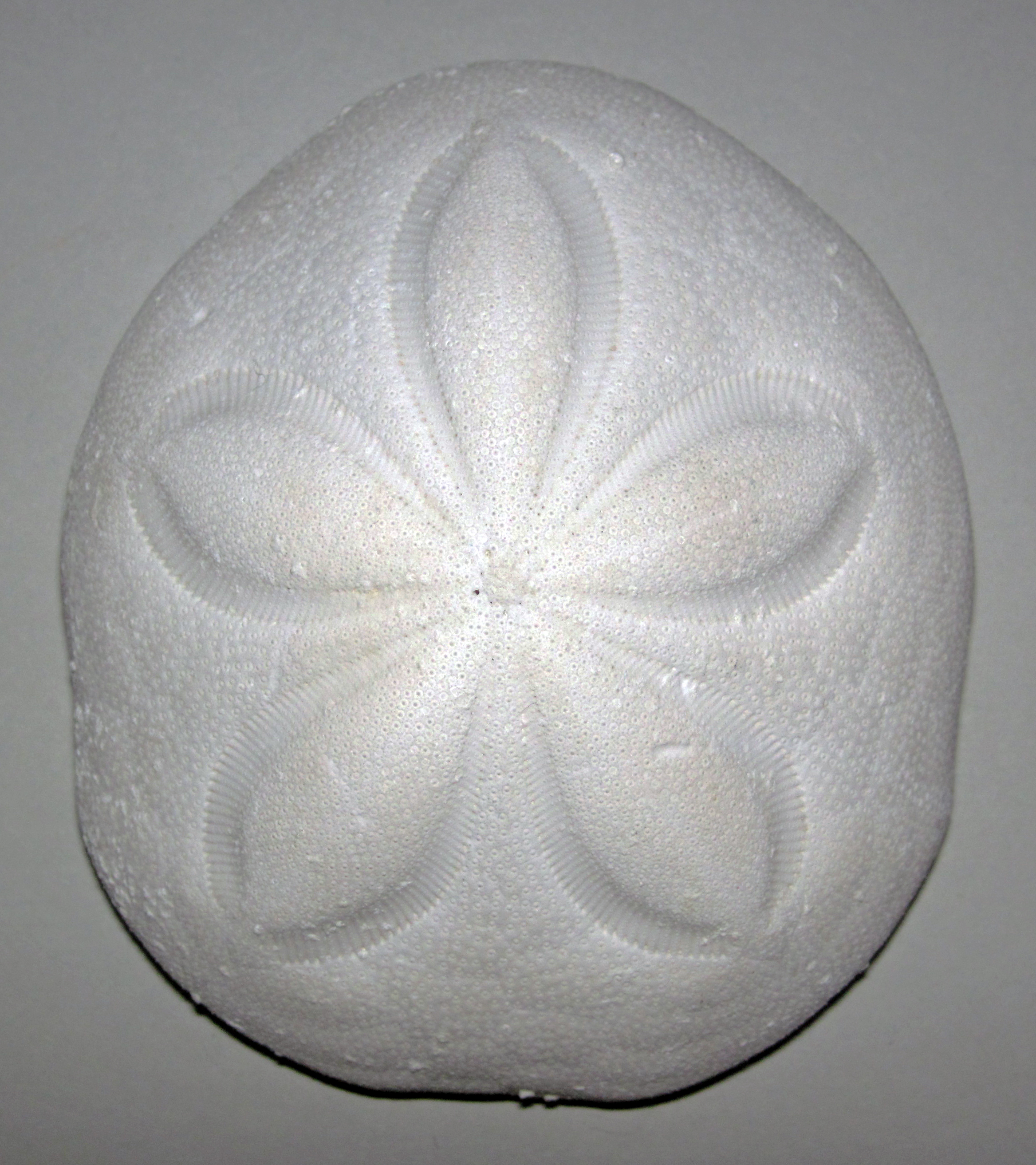
Test nettoyé
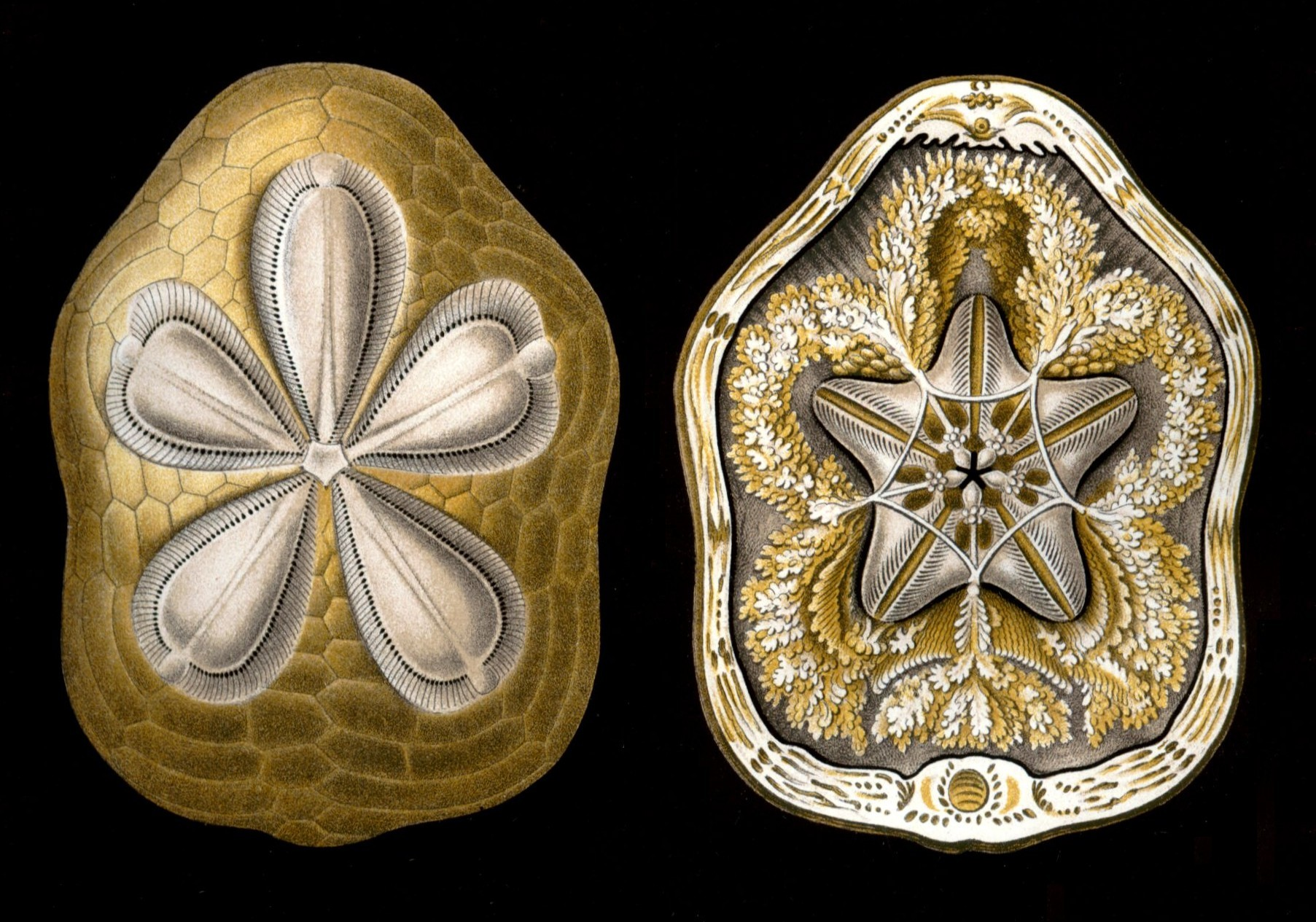
Spécimen dessiné par Ernst Haeckel en 1904 dans les Formes artistiques de la nature (face aborale et vue supérieure des organes internes).

## Habitat et répartition
On trouve cet oursin à faible profondeur sur les fonds sableux des Caraïbes, notamment aux Antilles.

## Écologie et comportement
Cet oursin est un fouisseur : il filtre le sable pour se nourrir de matière organique.